# Relazioni bilaterali tra Corea del Sud e Taiwan
Le relazioni bilaterali tra Corea del Sud e Taiwan fanno riferimento ai rapporti diplomatici ed economici tra la Repubblica di Corea (RDK) e la Repubblica di Cina (RDC). Il governo della Repubblica di Cina riconobbe la formazione del governo provvisorio della Repubblica di Corea, il 13 aprile 1919, in quanto uno dei partecipanti alla Conferenza del Cairo, che ha successivamente portato alla Dichiarazione del Cairo. Uno degli scopi principali della Dichiarazione del Cairo era quello di creare una Corea indipendente, libera dal dominio coloniale giapponese. Le relazioni diplomatiche bilaterali tra il governo della Repubblica di Corea e la Repubblica di Cina iniziarono nel 1948, subito dopo la fondazione della Prima Repubblica Coreana, rendendo così la Cina il primo paese a riconoscere la Repubblica di Corea come unico governo legittimo della Corea. Dopo la guerra civile cinese nel 1949, la Repubblica di Corea mantenne relazioni formali con la Repubblica di Cina (Taiwan), anche quest'ultima precedentemente sotto il dominio giapponese.
Le relazioni diplomatiche tra la Corea del Sud e la Repubblica di Cina (Taiwan) sono state interrotte ufficialmente il 23 agosto 1992, seguite dal riconoscimento sudcoreano della Repubblica Popolare Cinese (RPC) e dalla formazione di relazioni bilaterali tra di loro. Tuttavia, le loro relazioni ripresero in forma non ufficiale nel 1993, sotto il "New Relations Framework Agreement". La città di Taipei è la prima città gemellata di Seul. Entrambi i paesi hanno forti relazioni non diplomatiche. La Corea del Sud ha inviato personale militare nell'addestramento alla guerra politica al Fu Hsing Kang College.

## Indipendenza della Repubblica di Corea e Guerra di Corea
La divisione della Corea, che pose fine a 35 anni di controllo giapponese, fu seguita da un periodo di amministrazione fiduciaria da parte degli Stati Uniti nel sud. La prima elezione generale dell'Assemblea costituzionale sudcoreana del 1948 fondò la Prima Repubblica sotto la supervisione delle Nazioni Unite. La Repubblica di Cina riconobbe il governo costituzionale coreano nella parte meridionale della penisola coreana, aprendo un'ambasciata a Myeongdong, Seul, il 4 gennaio 1949, quattro mesi dopo l'istituzione della Repubblica di Corea.
Nel 1949, fu fondata la Repubblica Popolare Cinese (RPC) in seguito alla guerra civile cinese, ma la Repubblica di Corea decise di mantenere relazioni con la Repubblica di Cina (RDC), il cui governo si era trasferito a Taiwan, ex prefettura dell'Impero Qing e colonia giapponese dal 1895 al 1945.
Le Nazioni Unite condannarono l'aggressione militare della Corea del Nord contro la Repubblica di Corea nelle risoluzioni 82 e 84 del Consiglio di sicurezza delle Nazioni Unite. La RDC votò a favore di entrambe le risoluzioni delle Nazioni Unite. Durante la guerra di Corea, la RDC fornì aiuti materiali alla RDK, mentre, al contrario, la Repubblica Popolare Cinese spedì combattenti in Corea del Nord per sostenere l'Esercito Popolare dei Volontari.

## Diplomazia durante la Guerra Fredda

Syngman Rhee in visita a Chiang Kai-shek il 27 novembre 1953.

Sia il governo della sudcoreano che quello taiwanese si opposero al socialismo, così come la Repubblica Popolare Democratica di Corea (RPDC) e la Repubblica Popolare Cinese (RPC). Né la RDK né la RDC riconobbero o formarono relazioni diplomatiche con i governi della RPDC e della RPC. La Repubblica di Corea si riferiva alla RPC come alla "Cina comunista" (중공, 中共) e alla RDC come alla "Cina nazionalista" (국부중국, 國府中國; prima degli anni '60) o alla "Cina libera" (자유중국, 自由中國; dopo anni '70). Anche il governo taiwanese considerava il governo della Corea del Sud come l'unico stato legittimo nella penisola coreana.
Il presidente Park Chung-hee si recò a Taipei per una visita di stato nel febbraio 1966, in cui espresse solidarietà alla RDC e al Vietnam del Sud, dichiarando: "Non siamo frangiflutti che proteggono passivamente il porto dalle onde impetuose. Non rimaniamo fermi solo per essere gradualmente erosi dalle ondate del comunismo».

## Cessazione delle relazioni diplomatiche
La Sesta Repubblica della Corea del Sud approfondì il miracolo del fiume Han dal punto di vista economico e aprì a relazioni diplomatiche con le nazioni comuniste (inclusa la costruzione delle fondamenta per le relazioni intercoreane e l'accettazione della coesistenza con la Corea del Nord). Seul ospitò anche le Olimpiadi estive del 1988. La successiva ambizione politica del presidente Roh Tae-woo era quella di iniziare a implementare la realpolitik con i paesi vicini del nord-est asiatico. Questo cambiamento venne introdotto per placare la Corea del Nord e alleviare l'ansia politica, ammorbidendo la tensione militare nella penisola coreana; la Corea sperava nella possibilità di una riunificazione pacifica nella penisola coreana. Tuttavia, l'allontanamento della Corea del Sud dalla politica estera anticomunista, finalizzato a migliorare le relazioni con i paesi comunisti, provocò un deterioramento delle relazioni con Taiwan. Con l'inizio della normalizzazione, la Corea del Sud trasferì il riconoscimento diplomatico dalla RDC alla RPC. Di conseguenza, il 17 settembre 1991, la RPC ritirò la sua obiezione all'adesione della Corea del Sud alle Nazioni Unite. La Corea del Sud è stato l'ultimo paese asiatico con relazioni diplomatiche formali con la RDC.

## Economia
Il volume degli scambi annuali tra la Corea del Sud e Taiwan è di circa 30 miliardi di dollari statunitensi, con i prodotti a semiconduttori come elemento più importante del commercio negli ultimi anni. Ad aprile 2016, l'importo totale degli investimenti reciproci tra le due parti ha raggiunto circa 2,4 miliardi di dollari in settori quali comunicazione, prodotti di consumo, finanza, tecnologia dell'informazione, ferro, medicina, metallo, titoli e semiconduttori.

## Voli tra la Corea del Sud e Taiwan

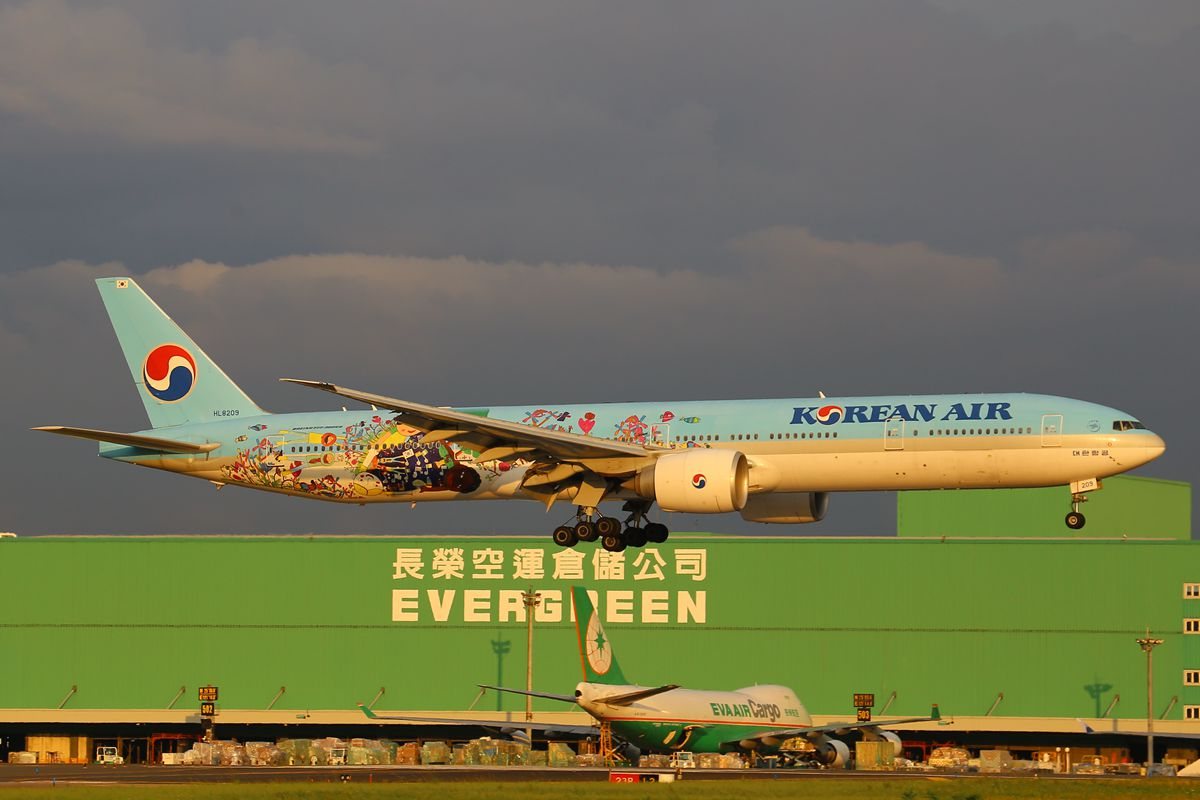
Aereo della Korean Air in atterraggio a Taiwan.

Dopo il riconoscimento da parte di Seul del governo della RPC a Pechino, i voli commerciali diretti tra Seul e Taipei, operati dalle compagnie aeree coreane e taiwanesi, sono stati interrotti. Cathay Pacific e Thai Airways International, tuttavia, gestivano la rotta come settore della quinta libertà. La riduzione dei voli di linea ha fatto scendere il numero di turisti da Taiwan da 420.000 nel 1992 a 200.000 nel 1993, recuperando solo parzialmente con 360.000 nel 2003.
Il 1 settembre 2004, i rappresentanti delle missioni non ufficiali dei due paesi, la "Missione coreana a Taipei" e la "Missione di Taipei a Seoul" hanno firmato un accordo sull'aviazione che consente agli aerei di ciascuna parte di entrare nello spazio aereo dell'altra. Ciò ha consentito la ripresa dei voli di linea diretti delle compagnie aeree coreane e taiwanesi, consentendo inoltre ai voli dalla Repubblica di Corea al sud-est asiatico di sorvolare l'isola di Taiwan, invece di deviare sulla Cina continentale o sulle Filippine. Gli analisti hanno stimato che ciò fa risparmiare alle compagnie aeree della Repubblica di Corea 33 miliardi di ₩ (29 milioni di dollari statunitensi al tasso di cambio del 2004) in costi del carburante e altre tasse.

## Visite di Kim Young-sam a Taiwan

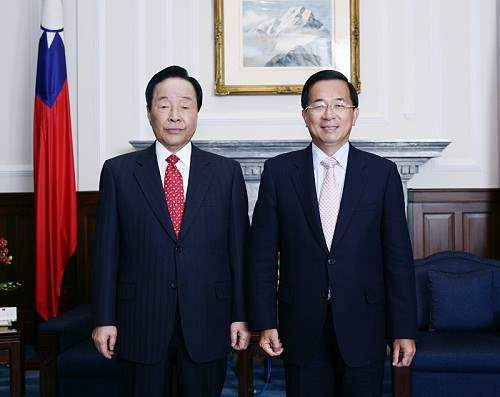
L'ex presidente della Corea del Sud Kim Young-sam (a sinistra) con il presidente di Taiwan Chen Shui-bian nel 2008.

L'ex presidente della Corea del Sud Kim Young-sam ha visitato Taipei per cinque giorni nel luglio 2001. Durante questa visita, ha incontrato il presidente di Taiwan Chen Shui-bian a pranzo, ma i due non sono stati in grado di raggiungere un accordo sulla formulazione di una dichiarazione scritta congiunta che sollecitasse la ripresa dei viaggi aerei diretti.
Nell'ottobre 2004, in seguito all'accordo sull'aviazione, Kim è tornato a Taiwan su invito di Chen. Ha tenuto un discorso alla National Chengchi University e ha visitato le strutture portuali di Kaohsiung, città gemellata con Busan.

## Ingresso di Taiwan nell'APEC e partecipazione all'OCSE
Il governo taiwanese ha agito come interlocutore e ha sostenuto l'ammissione di Taipei nella Cooperazione Economica Asia-Pacifico (APEC) nel 1991. La Repubblica di Corea ha modificato la natura dell'acronimo politico degli stati membri in "membri economici" nell'APEC, per rendere l'organismo formalmente un forum economico transpacifico. Al personale del Ministero degli Affari Esteri di Taipei è vietato partecipare all'APEC, ma il Ministro degli Affari Economici, un inviato speciale nominato dal Presidente della Repubblica di Cina e dai rappresentanti delle imprese della Repubblica di Cina, può partecipare pubblicamente alle annuali riunioni dell'APEC sotto il nome di Taipei Cinese. Taipei può anche ospitare consorzi APEC non ministeriali e workshop su argomenti in cui Taiwan ha specifici punti di forza, come la tecnologia e la piccola e media impresa. Questi consorzi e seminari hanno lo scopo di affrontare solo il successo su questioni economiche e commerciali con altri membri economici dell'APEC. La partecipazione di Taiwan all'APEC è sostenuta dagli Stati Uniti e accettata dalla Repubblica Popolare Cinese. Il programma APEC Business Travel Card (ATBC) si applica ai viaggiatori d'affari da e per Taiwan. La Corea del Sud ha anche sostenuto la partecipazione iniziale di Taiwan all'OCSE e alle successive attività.

## Ripristino di relazioni non ufficiali

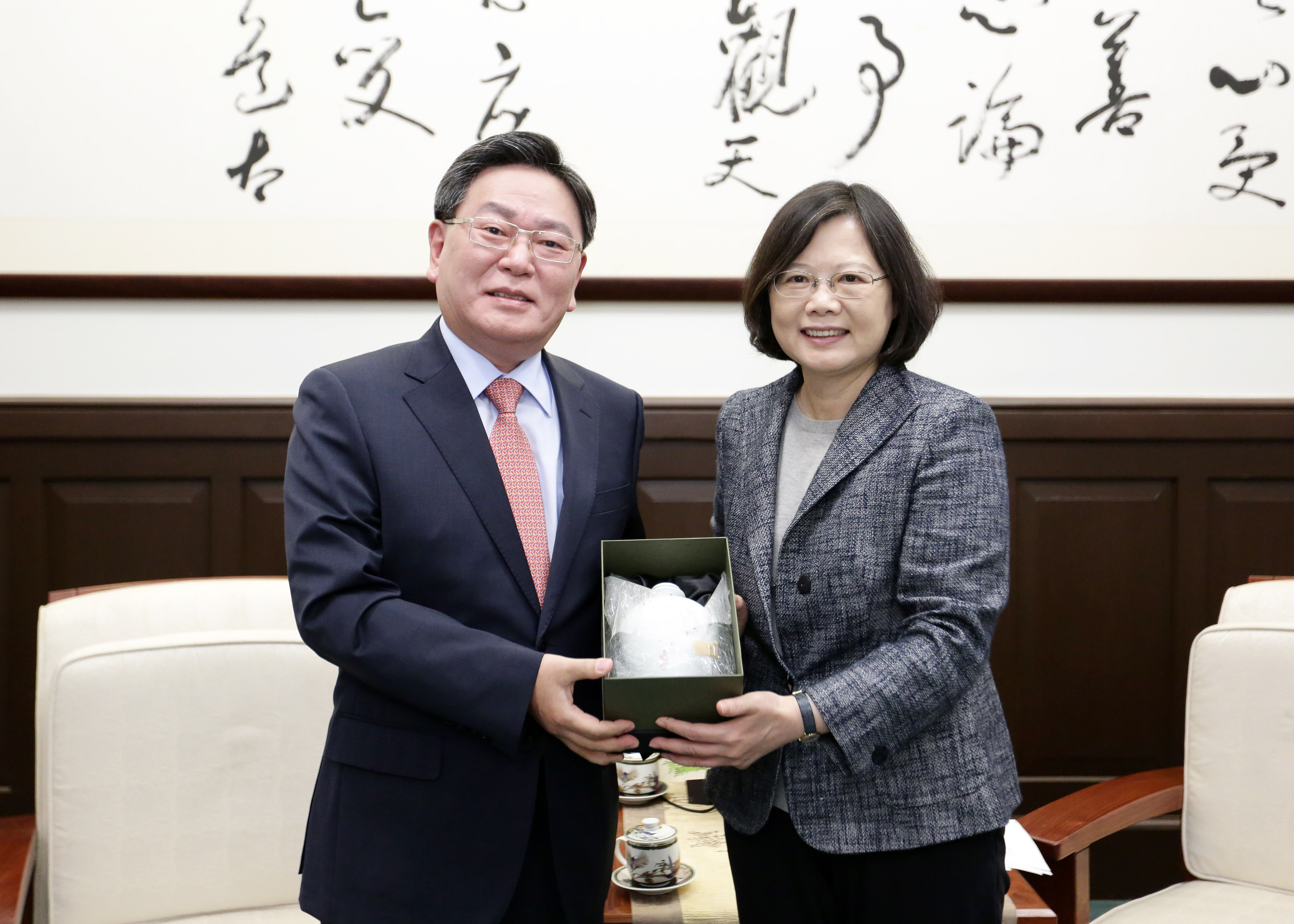
Yang Chang-soo, Rappresentante della Missione coreana a Taipei, ha incontrato il Presidente Tsai Ing-wen.

La Repubblica di Corea ha ristabilito relazioni non ufficiali con la Repubblica di Cina nel 1993, in modo intercambiabile e reciproco come Missione coreana a Taipei e Missione di Taipei in Corea. L'ufficio della Missione di Taipei in Corea, si trova a Busan, nella regione meridionale della Repubblica di Corea. Dal 1993, c'è un volume di scambi significativo tra le due nazioni. I due paesi hanno esteso reciprocamente a 90 giorni di soggiorno con l'esenzione del visto per i visitatori dal 1º luglio 2012. Il 19° forum Seul-Taipei si è tenuto il 13 ottobre 2010.
Nel 2022, la Corea del Sud e Taiwan hanno firmato un accordo per riconoscere reciprocamente le patenti di guida.